# Martta Kinnunen

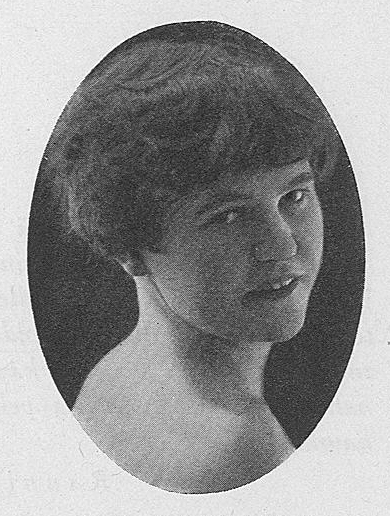
Martta Kinnunen under början av 1930-talet.

Martta Kinnunen-Piippo, född 25 juli 1908 i Leppävirta, död 6 december 1986, var en finländsk skådespelare och sångerska. Hon tilldelades 1959 Pro Finlandia-medaljen. Kinnunen gjorde 1938 och 1943 fem skivinspelningar. Hon var sedan 1940 gift med Hugo Johannes Piippo (död 1964).

## Inspelningar
- Espiksen rapsodia 1 ja 2, 1938 (tillsammans med Reino Palmroth och Georg Malmstén)
- Kesärapsodia 1 ja 2, 1938 (tillsammans med Georg Malmstén och Kalle Löfström)
- Perheidylli, 1938 (tillsammans med Georg Malmstén)
- Rapukesteissä, 1938 (tillsammans med Georg Malmstén och Reino Palmroth)
- Äänislinnan kirjeenkantaja, 1943 (tillsammans med Erkki Eirto)

## Filmografi
- Minä ja ministeri, 1934
- VMV 6, 1936)
- Kultamitalivaimo, 1947
- Sinut minä tahdon, 1949
- Köyhä laulaja, 1950
- Vihaan sinua – rakas, 1951
- Heta från Niskavuori, 1952
- Lännen lokarin veli, 1952
- Jälkeen syntiinlankeemuksen, 1953
- Aarne från Niskavuori, 1954
- Minä soitan sinulle illalla, 1954
- Tähtisilmä, 1955
- Kukonlaulusta kukonlauluun, 1955
- Niskavuori taistelee, 1957
- Kulkurin masurkka, 1958
- Kahden ladun poikki, 1958
- Taas tapaamme Suomisen perheen, 1959
- Kohtalo tekee siirron, 1959
- Tulipunainen kyyhkynen, 1961